# خواجا أحمد عباس
خواجا أحمد عباس (7 حزيران 1914–1 حزيران1987) مخرج أفلام هندي وكاتب سيناريو وروائي وصحفي كتب في اللغتين الأوردية والإنكليزية، يعتبر جواجا أحمد عباس واحد من أوائل رواد سينما الواقع أمّا ككاتب سيناريو معروف لكتابته أفضل أفلام الممثل راج كابور.
له عدة أفلام مشهورة باللغة الأردوية منها فيلم أبناء الأرض الذي يتحدث عن مجاعة البنغال التي حدثت عام 1943 م وكان هذا الفيلم من أوائل الأفلام الهندية الواقعية الاجتماعية التي لفتت الأنار للسينما الهندية .
ككاتب سيناريو كتب عدد من الأفلام الواقعية مثل فيلم المدينة المنخفضة الذي ربح جائزة السعفة الذهبية في مهرجان كان السينمائي الأول بالإضافة لفيلمي ابق مستيقظًا وفيلم العالم الجديد وفيلم الهنود السبع الذي أخرجه هو، وفيلم كما كتب أفلام للمثل راج كابور مثل فيلم [ اسمي الجوكر] 1935 كرونيكل عام كتب في جريدة بومباي بعد أن أُغلقت الأولى حتى موته عام 1987 تميّزالعمود المخصص له بالجريدة بعنوان الصفحة الأخيرة باستمرارية طويلة ثم تمّ جمع هذه الكتابات في كتابين وتمّ نشرها، حصل على رابع أفضل جائزة تمنح من قبل الحكومة الهندية.

## السيرة الذاتية
وُلِدَ خواجا أحمد عباس في مدينة بانيبات في منزل الشاعر الهندي المشهور جواجا ألطاف حسين حالي جدهُ خواجا عباس الذي كان أحد المتمردين ضد الحكم البريطاني وأول شهيد في مدينة بانيبات .
تخرج والد عباس من جامعة ألغاراه الإسلامية وكان مدرّسًا للأمير ورجل أعمال ذو سيط أمّا والدة عباس فهي سرور خاتون درس عباس مرحلة التعليم الأولى في مدرسة هالي الإسلامية، حصل عباس على الشهادة الثانوية في عمر 15 سنة وحصل على الشهادة في اللغة الغنكليوزية عام 1933 وشهادة ماجستر من جامعة ألغاراه الإسلامية.
بدأ عباس حياته المهنية كصحفي عندما انضم إلى صحيفة نداء وطني مقرها نيودلهي ولك بعد أن أنهى دراستهُ، أثناء دراسته القانون في عام 1934 بدأ العمل في صحيفة الجامعة أول صحيفة جامعية أسبوعية نشأت في فترة ماقبل الاستقلال.
بعد أن أنهى تعليمه انضم للعمل في صحيفة بومباي كرونيكل وفي عام 1935 عمل كناقد سينمائي في بعض الأحيان وبعد وفاة الناقد السينمائي في تلك الصحيفة تولى مهمة رئيس قسم الأفلام.
دخل عالم الأفلام من خلال عمله كمستشار قانوني في أحد شركات إنتاج الأفلام عام 1936 والذي قام ببيع أول سيناريو لفيلم قام بكتابته لها.وفي هذه الاثناء بدأ بكتابة نصوص للمخرجين الآخرين مثل المدينة المنخفضة للمخرج شيتان أناند والحكاية الأبدية للدكتور كونتس.
وفي عام 1945 قام بإخراج أول فيلم لهُ (أبناء الأرض) استندت أحداث هذا الفيلم على مجاعة البنغال التي حدثت عام 1943م
وفي عام 1951 أسس أول شركة إنتاج خاصة به كان اسمها نايا سانسار التي أنتجت وبشكل مستمر أفلام ذات صلة اجتماعية بمافيها فيلم بُنيت أحداثه على قصة الكاتب ( مولك راج أناند ) اليت تتحدث عن الصعوبات التي واجهت العمال في مزارع الشاي .
ويعد عباس كاتب غزير الإنتاج حيث كتب خلال مسيرته اللامعة التي امتدت خمسة عقود أكثر من 73 كتاب باللغة الإنكليزية والهندية والأوردية كما يعتبر رائدًا لقصة الأوردو القصيرة .
ويبقى عمله الخيالي الأكثر شهرة (انقلاب) الذي يرتكز على العنف الطائفي والذي جعل منه مشهورًا في الأدب الهندي، تمت ترجمة هذا العمل وعدة أعمال آخرى له للعديد من ى اللغات الأجنبية مثل الروسية والألمانية والإيطالية والفرنسية والعربية.
أجرى عباس مقابلات مع عدد من الشخصيات المشهورة في مجالات أدبية وغير أدبية بمافي ذلك رئيسالوزراء الروي خروتشوف والرئيس الإميركي رزوفلت وتشارلي تشابلن و ماوتسي تونج و يورغاغارين، نشرت سيرته الذاتية (أنالست جزيرة) عام 1977م.
في عام 1968 قام عباس بعمل فيلم وثائقي يدعى ( قصة أربع مدن) صوّر الفيلم التناقضات بين حياة الأثرياء في المدن الأربعة:
كالكوتا ومومباي و مدراس دلهي وبين البؤس والفقر لدى الفقراء.
حاول التقرب من المجلس المركزي لشهادة الأفلام للحصول على شهادة ( المعرض العام المقيد) ولكن المكتب للمجلس أبلغ عباس بأن الفيلم ليس مؤهلًا للحصول على هذه الشهادة ولكن عرضه مناسب للبالغين فقط وقد أدت مناشدته للجنة التابعة للمجلس المركزي لشهادة الأفلام لاتخاذ قرار الرقابة على هذا الفيلم، قام خواجا أحمد عباس بمناشدة الحكومة فقررت إعطاءة هذه الشهادة مقابل حذف عدد من مشاهد الفيلم.
بعد ذلك تقرّب عباس من المحكمة العليا في الهند بتقديم طلب التماس بموجب المادة 32 من الدستور الهندي.
وادّعى أن حقه الأساسي في التعبير عن الرأي والتعبيرعن رفضه لقرار الحكومة المركزية، لكن المحكمة العليا صلاحية الرقابة الدستورية على الأفلام .

## الجوائز والتكريم
- 1942: جائزة رابطة البنغاليين السينمائية لأفضل سيناريو عن فيلم ( العالم الجديد)[11]
- 1946: جائزة السعفة الذهبية عن فيلم (المدينة المنخفضة)
- 1951: للحصول على جائزة السعفة الذهبية في مهرجان كان السينمائي لفيلم المتشرد الذي فاز بجائزة السعفة الذهبية Jagte Raho1965 كتب سيناريو لفيلم
- 1958: رُشِحَ فيلم رحله عبر البحار الثلاث لجائزة السعفة الذهبية في مهرجان كان السينمائي[12][13]
- 1960: الجائزة الوطنية لأفضل فيلم للأطفال عن فيلم عيد مبارك [14]
- 1964: الجائزة الوطنية لأفضل فيلم روائي عن فيلم مدينة الأحلام [15]
- 1964: جائزة ولاية ماهاراشترا عن فيلم..
- 1965:جوائز المهرجان الدولي السنمائي الدولي[16]
- 1966: مهرجان برلين الدولي السادس عشر [17]
- 1970: جائزة أفضل فيلم روائي عن فيلم ( الهنود السبع)
- 1972: جائزة أفضل فيلم روائي عن فيلم ( قطرتي ماء)

## روابط خارجية
- خواجا أحمد عباس على موقع IMDb (الإنجليزية)
- خواجا أحمد عباس على موقع ألو سيني (الفرنسية)
- خواجا أحمد عباس على موقع أول موفي (الإنجليزية)
- خواجا أحمد عباس على موقع قاعدة بيانات الأفلام السويدية (السويدية)
- خواجا أحمد عباس على موقع قاعدة بيانات الفيلم (الإنجليزية)
- خواجا أحمد عباس على موقع كينوبويسك (الروسية)